# Campanula lusitanica subsp. lusitanica
Campanula lusitanica subsp. lusitanica é uma subespécie de planta com flor pertencente à família Campanulaceae. 
A autoridade científica da subespécie é L., tendo sido publicada em Loefl., Iter Hispan. 111, 126 (1758).
Os seus nomes comuns são campainhas ou campânula.

## Portugal
Trata-se de uma subespécie presente no território português, nomeadamente em Portugal Continental e no Arquipélago da Madeira.
Em termos de naturalidade é nativa de Portugal Continental e introduzida no Arquipélago da Madeira.

## Protecção
Não se encontra protegida por legislação portuguesa ou da Comunidade Europeia.